# Армія Галлера
Армія Галлера (пол. Armia Hallera; офіційно Польська армія у Франції (пол. Armia Polska we Francji), також відома як Блакитна армія (пол. Błękitna Armia, фр. L'Armée bleue)) — польське військове об'єднання, сформоване країнами Антанти за ініціативою польських емігрантських кіл з польських військовополонених і добровольців. За попередніми планами мала застовуватися в бойових діях проти Німеччини та її союзників на боці держав Антанти. Після капітуляції Німецької імперії мала використовуватися для боротьби з більшовиками. У другій половині травня, а також наприкінці червня — на початку липня 1919 року польський уряд використав її у війні проти ЗУНР і для окупації Східної Галичини. У вересні 1919 року розформована як бойове з'єднання, а підрозділи, що входили до її складу, передано до Війська Польського.

## Створення Польської армії у Франції
Формування армії розпочалося у Франції влітку 1917 року. Тодішній французький президент Раймон Пуанкаре у відповідь на ініціативу польських емігрантських кіл видав декрет від 4 червня «Акт створення польської армії». У ньому зазначалося:
|  | Утворити у Франції на період війни самостійну польську армію, яка перебуватиме під началом вищого французького командування та воюватиме під польським прапором. |

Відповідальність за створення польської армії покладалася на уряд Франції. Формування армії передбачалося: з поляків, які служили у французькій армії, та польських добровольців з інших країн.
Більшу частину армії (близько 35 000 осіб) склали французькі вояки польського походження та польські військовополонені з Німеччини та Австро-Угорщини, які перебували у країнах Антанти. Крім того, у США, Канаді, Бразилії та інших країнах, де існувала польська діаспора, були розвернуті вербувальні пункти.
Понад 22 000 добровольців записалися до лав новостворюваної армії у США. Ще понад 300 добровольців з числа польської діаспори записалися до армії у Бразилії. Решту збирали по всьому світу — у Канаді, серед членів польських спортивних та парамілітарних товариств і навіть вояків російського експедиційного корпусу.

## Участь у військових діях

### Західний фронт
Починаючи з липня 1918 року, у бойових діях проти Німеччини на Західному фронті в Шампані та Вогезах брав участь 1 перший полк польських стрільців (1 Pułk Strzelców Polskich). У жовтні Перша стрілецька дивізія Польської армії у Франції в повному складі взяла участь у військовій кампанії на території французьких комун Рамбервілле та Раон-л'Етап.

### Повернення до Польщі
Після капітуляції Німеччини Польський національний комітет почав піднімати перед Францією та її союзниками питання про відправлення Армії Галлера до Польщі. Передбачалося, що разом із Легіонами Пілсудського вона стане основою майбутніх збройних сил відновленої Польської держави. Як один із аргументів польське командування у Франції використовувало те, що «не меншу роль грають польські війська на сході як фактор, що захищає націю від розкладання, який об'єднує у собі всіх поляків, що розсіяні у землях колишньої Російської імперії, та який надає дієву допомогу частинам та установам союзних держав на східних просторах».
Однак негайне відправлення Армії Галлера на схід через Одесу разом із іншими військами союзників в силу різних причин було неможливим. Тому це питання стало одним із тих, які обговорювалися на Паризькій мирній конференції.
З цього приводу представники США, Великої Британії, Франції та Італії провели низку зустрічей.
На зустрічі 25 лютого 1919 року було прийнято рішення, що Армія Галлера прибуде з Франції морем до порту Данцига, і звідти суходолом вирішить до Польщі. Однак за обрахунками французького генерального штабу така операція мала тривати близько 2 місяців і потребувала б не менше 27 великотонажних суден. Військове міністерство Великої Британії відмовилося надавати кораблі, вимагаючи за них плату, які спільно мали внести усі союзники. Так само не вирішеним було питання із використанням Данцизького порту, контроль над яким зберігала Німецька імперія, що не поспішала давати дозвіл на прибуття Армії Галлера. Не було впевненості також у тому, чи зможе Данциг прийняти таку кількість кораблів із військовими та технікою. Розглядалися також альтернативні маршрути — морем з Франції до Щецина і далі залізницею до Познані, через Італію та Австрію, через порт Одеси.
17 березня 1919 року Вища військова рада Антанти ухвалила остаточне рішення про відправку Армії Галлера до Польщі. Сама відправка розпочалася за кілька тижнів. Після переговорів з німцями на початку квітня від морського шляху відмовилися (утім, залишивши його резервним), прийнято рішення, що Армія Галлера вирушить до Польщі залізницею територією Німецької імперії.
16 квітня з паризького вокзалу на схід першими відбули сам Юзеф Галлер і члени його штабу, а потім — інші підрозділи. За домовленістю вояки їхали територією Німеччини без зброї, яку везли окремо у спеціальних опломбованих вагонах. У кожному потязі перебувало по два офіцери союзних військ, які мали залагоджувати можливі суперечки з німцями.
Поїзд із Галлером перетнув східний німецький кордон у ніч на 20 квітня. З першого ж міста Лешна Галлер телеграфував про своє прибуття керівникам Польщі, а також французькому прем'єру Жоржу Клемансо.
У відповідь Пілсудський надіслав депешу такого змісту:
|  | Мені було приємно у щойно здобутому Вільні отримати з західного краю Польщі від Генерала депешу про Ваше прибуття до краю. Прошу від мого імені переказати підлеглим Вам офіцерам та солдатам мою радість від їхнього прибуття на батьківщину та упевненість у тому, що як будь-який справжній польський вояк, вони звитяжно захищатимуть кордони держави. |

Наступного дня потяг прибув до Варшави, де на залізничному вокзалі Галлеру та його офіцерам влаштували урочисту зустріч за участю вищих керівників уряду та війська.
Протягом наступних кількох тижнів до Польщі прибула ще частина підрозділів «Блакитної армії».

### Участь у польсько-українській війні
Серед керівників держав Антанти не було єдиної позиції щодо можливості використання Армії Галлера на території Галичини. Французьке командування проти цього загалом не заперечувало. Маршал Фердинанд Фош на одній з березневих зустрічей у зв'язку з загрозою падіння Львова, який перебував в оточенні військ ЗУНР, пропонував відправити туди один з польських полків із Франції.
Однак проти цього заперечував британський прем'єр Девід Ллойд Джордж. Він зауважив, що Паризька конференція досі не прийняла жодного рішення про приналежність Львова та навіть не заслухала аргументів обох сторін конфлікту, поляків та українців. Тому Ллойд Джордж висловився категорично проти відправки до Львова Армії Галлера, потрібної для захисту Польщі від більшовиків.
Схожі думки мала й частина американських військових. Так представник США при місії Антанти генерал Джозеф Кернан попереджав президента Вудро Вільсона, що «існує небезпека, що з прибуттям армії Галлера буде розпочато агресивні військові дії на російському, литовському та українському фронтах, якщо великим державам не вдасться відшукати дієві засоби придушити [польський] націоналізм, який виник та щодень посилюється».

#### Травнева кампанія
Після прибуття до Варшави Юзеф Галлер вирушив на схід, аби на власні очі оцінити обстановку в польських та зайнятих поляками українських містах для підготовки загального наступу на позиції військ ЗУНР. Для союзників все це подавалося як ніби підготовка до війни проти більшовиків, яка мала розпочатися після прибуття з Франції решти дивізій «Блакитної армії».
Зокрема, Шарль де Голль, який у той час перебував у містечку Модлін біля Варшави, де готувався навчати польських офіцерів, в одному з листів додому писав, що «так звані дивізії генерала Галлера починають прибувати в свою чергу. Як тільки вони будуть повністю зібрані, забезпечені всім і зміцнені кількома новими дивізіями, ніхто тут не сумнівається, що вони розпочнуть проти російських більшовиків великомасштабний наступ».
Однак, незважаючи на чіткі вказівки лідерів Антанти та на обіцянки керівника польського уряду Ігнація Падеревського, Галлеру і польське командування розпочало підготовку плану генерального наступу проти ЗУНР. Під час відвідин окупованого поляками Львова Галлер на влаштованому на його честь прийомі виголосив, що «як птахи з далеких країн, прилетіли ми до Львова, щоб у вашому місті звити гніздо, з якого підемо далі на схід».
За деякими даними, французьке командування були цілком у курсі цих планів, однак навіть не збиралися зупиняти Галлера. Більш того, керівникові польської військової місії Тадеушеві Розвадовському були надані інструкції: «У військовому відношенні рішучо протидіяти будь-якому перемир'ю, у тому числі з українцями, крім як на умовах повного роззброєння і демобілізації українців, а також згоди на зайняття нами усієї Галичини та Волині аж до Рівного».
4 травня Галлер повернувся до Варшави і вже за кілька днів виїхав разом зі штабом до Любліна. Там Галлер офіційно перейняв командування над усіма польськими військовими підрозділами на галицькому та волинському фронтах. Частини «Блакитної армії», які на той момент вже прибули з Франції, були зведені у окремий корпус, яким командував генерал Домінік Одри. Його штаб був у Замості, а одна з дивізій — у Белзі.
За спогадами команданта Української галицької армії Дмитра Вітовського солдатів «Блакитної армії» у характерних одностроях бачили також у Львові, а між Львовом і Перемишлем — «силу транспортів війська Галлєра, в яких багато офіцерів розмовляли по французьки».
9 травня польський Сейм ухвалив заяву, якою звинуватив українців у «варварстві» проти польського народу та вимагав від уряду вжити «негайно всіх найнеобхідніших заходів, аби змусити українців припинити […] вбивства і варварства».
14 травня маючи під своїм командуванням за різними даними від 50 до 80 тисяч солдатів, Галлер розпочав загальний наступ на позиції українців, які мали у своєму розпорядженні понад вдвічі менші сили.
Перед підлеглими військами Галлер повставив наступну задачу: «розгром українських сил у Галичині, здобуття Східної Галичини та нав'язування безпосереднього контакту з Румунією».
Загони Галлера прорвали фронт на ділянці від Львова до Жовкви та змусили українські війська відступати. 20 травня польські сили зайняли Стрий, де у 1912 році, коло містечка Дашава, фірма «Сіменс» знайшла найпотужніше в Європі родовище газу. Також взяли під контроль стратегічний Бориславський нафтовий басейн і перерізали шляхи постачання зброї та боєприпасів з Європи до ЗУНР. Як писав де Голль «у цей час кілька дивізій Галлера, що з'явилися в Галичині, без зусиль просуваються проти українців, із якими не могла дати раду польська армія Пілсудського».
23 травня у зв'язку з відтягненням польських частин з українського фронту в Галичині Галлер запровадив новий поділ районів операцій. Увесь українсько-польський фронт поділив він на 4 групи:
- І дивізія Армії Галлера під командуванням генерала Домініка Одри — від ріки Прип'ять до лінії Радехів-Лопатин (смт)-Броди-Підкамінь;
- Група генерала Карніцького (4 батальйони, 4 батареї) — від Волині до лінії Задвір'я-Золочів-Озірна;
- Група генерала Єнджеєвського (Стрілецький полк Львівської дивізії і дивізія полковника Сікорського) — до ріки Дністер;
- Група генерала Івашкевича (3-я дивізія Легіонів генерала Зелінського, 4-та дивізія генерала Александровича та резервна група полковника Конаржевського).

24 травня 1919 року в Галичину вдерлася румунська армія, яка рухалась назустріч польській армії. Через загрозу оточення УГА була вимушена відступати.
Після перегрупування військ на фронті наступ польської армії продовжувався. Всі групи польської армії посуваються майже рівнобіжно зі заходу на схід. 30 травня командування польських збройних сил відкликало Галлера з українського фронту та призначило на його місце генерала Івашкевича.

##### Реакція Антанти та польського керівництва
Про наступ Армії Галлера в Галичині стало відомо керівникам держав Антанти.
21 травня на зустрічі з президентом США Вільсоном та британським прем'єром Ллойд Джорджем, французький президент Жорж Клемансо повідомив про отриману французьким військовим міністерством депешу, у якій йшлося, що «загони генерала Галлера атакували українські сили на південь від Перемишля та загрожували Бориславу. Польські загони мають назавтра увійти до Дрогобича. Населення Галичини вже почало тікати за перевали Карпат, щоб отримати прихисток у Чехословаччині».
Девід Ллойд Джордж охарактеризував ці дії як «віроломство генерала Галлера, який не мав абсолютно ніякого права проводити цю акцію», і вказав, що фактично Антанта «допомогла полякам знищити незалежний антибільшовицький рух».
За результатами зустрічі керівнику Польської держави відправили телеграму, у якій повідомлялося, що «До Найвищої Ради Антанти з кількох джерел дійшли чутки, що загони Армії Генерала Галлера нещодавно брали участь у операціях проти українських військ у Східній Галичині, у районі Белза та деінде. Рада з задоволенням би хотіла отримати безпосередню інформацію про ці чутки, яким вона не бажає вірити, від польського уряду, позаяк генералом Галлером було взято чіткі зобов'язання не брати участь у операціях проти українців».
Крім того французький генерал Анрі Мордак відправив депешу голові французької місії у Варшаві з інструкціями, які мали бути доведені до Пілсудського та Галлера.
27 травня у своїй відповіді Пілсудський фактично визнавав порушення зобов'язань, говорячи, що «будучи поінформованим паном Падеревським про застереження, накладені однією з держав Антанти на вищезгадані загони, я одразу ж наказав провести нове перегрупування, аби уникнути можливості зіткнення між загонами Галлера та українцями».
Однак уже 28 травня, коли після захоплення Станиславова польські війська увійшли в зіткнення з румунськими частинами, Галлер видав наказ, у якому відзначив бойові заслуги командирів своїх частин у боях з українцями.
Особливо відзначався «штаб армії, який складався з офіцерів французької та польської армій». Текст наказу надрукували польські газети.
Реагуючи на дії Галлера, Пілсудський у листі до голови польського уряду зауважив таке:
|  | Тепер кілька слів про використання армії Галлера. Я страшенно боюся, що у зв’язку з дурним наказом Галлера, який зловтішно передрукували всі газети, Ви матимете чималий клопіт […] Я накричав сьогодні на Галлера за цей вчинок, але цим біді не зарадиш. У будь-якому разі прошу врахувати, що мої пояснення у цій справі будуть завжди звучати однаково, а саме: а) первісне розташування військ на цьому фронті було проведено за моїм наказом, попередньо погодженим з генералом Анрі [командувач окупаційних військ Антанти — С. Р.], так що я не заперечую, що армія Галлера була розташована у околицях Белза та під Сокалем, де могли відбуватися місцеві зіткнення ще до отримання офіційного попередження з Вашого боку; б) після розмови з Вами, не зважаючи на великі труднощі, я відкомандирував одну дивізію на Волинь, другу ж лишив у резерві, зосередивши її у околицях Рави-Руської, ближче до залізниці, для транспортування її на захід; в) після перемоги над українцями, частина цієї дивізії, у зв’язку з відсутністю біля Рави-Руської залізничного транспорту, була скерована пішим маршем до Львова, звідки і цю частину було перекинуто на захід. Ці накази надходили безпосередньо від мене, за інші я відповідальності не несу. |

У польській пресі було розміщено повідомлення, начебто Армія Галлера брала участь у боях не на території Галичини, а на Волині.
Також керівництвом держав Антанти було отримано повідомлення про те, що «Генерал Галлер заявив, що він не пригадує будь-яких своїх обіцянок не використовувати свою Армію проти українців». У зв'язку з цим Ллойд Джордж зажадав пояснень від французів — адже раніше повідомлялося, що маршал Фош начебто надав Галлеру всі необхідні інструкції.
Виправдовуючись за дії Галлера, 5 червня на зустрічі з керівниками «Великої Четвірки» голова польського уряду Падеревський визнав, що «Ви, пане президенте, повідомили, що я маю уникнути або запобігти, аби армія Галлера брала будь-яку участь у бойових діях в Україні, з чим я так само погодився і сповісти уряд Польщі […]. Після мого прибуття до Варшави, я негайно прийшов та повідомив керівника держави про ваші бажання. Галлерова армія все ще знаходилася по сусідству з Галичиною — не в самій Галичині, але на Волинському фронті. Наступом — точніше не наступом, а скоріше просуванням з метою оборони керував генерал Івашкевич».

##### Результати травневої кампанії
24 травня румунська армія переправилася через Черемош та зайняла Коломию, Снятин, Косів та Яблуницький перевал. Війська ЗУНР змушені були відступати на схід.
26 травня уряд ЗУНР залишив тимчасову столицю Станиславів та переїхав до Бучача, а згодом до Заліщиків. Деякі підрозділи УГА (Гірська бригада УГА і група «Глибока») були відрізані від основних сил і змушені перейти через Карпати на Закарпаття, де були інтерновані.
Під кінець травня частини Армії Галлера залишили галицький фронт та були передислоковані до Сілезії.
6 червня частини УГА відступили у так званий «трикутник смерті» між Збручем, Дністром та Чортковом.
Українська делегація листом повідомила спеціального представника Антанти генерала Луї Боту про те, що «поляки отримали від Антанти все: одяг, взуття, амуніцію та навіть військову допомогу у вигляді Армії Галлера. Звісно, вони дають невдалі пояснення, ніби Армія Галлера воює на Волині, а не в Галичині. Але на Волині так само є українська армія, яка з одного боку зіткнулася з більшовиками, а з іншого — з Армією Галлера. Тож Армія Галлера воює проти українців, а це допомагає більшовикам. З іншого боку поява Армії Галлера дозволила перегрупувати польські загони, і це у подальшому дозволило атакувати нашу армію значними силами. У той час, як поляки одержали від Союзників всю необхідну допомогу для успішного ведення війни, наш народ, який потерпає від нестачі матеріалу навіть для одягу, взуття та виробництва амуніції, змушений захищатися рештками того, що було вилучено нашою владою у колишньої австрійської армії».

#### Остаточна окупація Східної Галичини
7 червня 1919 року збройні сили ЗУНР розпочали останній наступ, відомий як Чортківська офензива. На початку українські підрозділи здобули Чортків та змусила польську армію до відступу на відстань 120 км до лінії Гологори — Перемишляни — Букачівці. Надалі УГА здобула Бережани, Золочів, Рогатин та ряд інших населених пунктів, і вийшла на підступи до Львова. Одночасно зі сходу до Галичини наблизилися більшовицькі війська.
Керівництво польської держави звернулося до держав Антанти з проханням надати дозвіл на окупацію території Галичини.
25 червня Найвища рада Антанти дозволила польському урядові «окупувати своїми військовими силами Східну Галичину аж по ріку Збруч».
Щоправда така військова окупація, на чому особливо наголошував британський міністр закордонних справ Артур Балфур, мала стати тимчасовою і лише з огляду на необхідність захисту краю від неминучого вторгнення більшовиків.
Майбутній статус Галичини мала за результатами плебісциту вирішити Антанта.
27 червня польське керівництво отримало телеграму, якою Найвища рада Антанти «уповноважила польський уряд використовувати будь-які сили, включаючи Армію Генерала Галлера, у Східній Галичині».
Вже наступного дня польські війська прорвали фронт на всій ділянці від Бродів до Коломиї. УГА змушена була відступати, тепер уже востаннє, і за два тижні опинилася у трикутнику між Збручем та Дністром.
У середині липня 1919 року вся Східна Галичина була окупована Польщею.

## Переформування та подальша доля
1 вересня 1919 командування польських збройних сил ухвалило рішення про переформування підрозділів Армії Галлера та включення їх до складу польського війська у якості окремих дивізій. Зокрема, 2-гу стрілецьку дивізію було реорганізовано у 11 піхотну дивізію Війська Польського, 6-ту стрілецьку дивізію — у 12 піхотну, 1 стрілецьку дивізію — у 13 піхотну, а 7 стрілецьку — у 18 піхотну. У такий самий спосіб було реорганізовано і полки та інші підрозділи, що входили до складу Армії Галлера.
Потому колишні підрозділи Армії Галлера були перекинуті на західні кордони Польщі, де вони мали забезпечити охорону на південному та південно-західному напрямках напередодні підписання Версальського мирного договору з Німеччиною.

## Склад армії
- 1-й корпус (сформований на базі 36-го французького корпусу) — включав:
  - 1-та дивізія стрільців польських (пізніше 13 кресова піхотна дивізія)
    - 1-й полк стрільців польських (пізніше 43-й полк стрільців Легіону Байончиків)
    - 2-й полк стрільців польських (пізніше 44-й полк стрільців Легії Американської)
    - 3-й полк стрільців польських (пізніше 45-й піхотний полк стрільців кресових)

  - 2-га дивізія стрільців польських — сформована на базі 2-ї марокканської дивізії (пізніше 11-та карпатська піхотна дивізія)
    - 4-й полк стрільців польських — сформований в Італії у листопаді 1918 року як 1-й полк польських стрільців імені Я. Домбровського, а на початку 1919 року після передислокації до Франції реорганізований у 4-й полк стрільців польських. Після повернення до Польщі — реорганізований у 46-й піхотний полк стрільців кресових, а з 1921 року — 5-й полк підгалянських стрільців.
    - 5-й полк стрільців польських — сформований у грудні 1918 року як 1-й батальйон 2-го полку стрільців польських імені Тадеуша Косцюшка. Після прибуття до Польщі дислокувався у Грубешеві. У вересні 1919 року реорганізований у 47-й піхотний полк стрільців кресових, а з жовтня 1919 року — на 6-й полк підгалянських стрільців.
    - 6-й полк стрільців польських (пізніше 48-й піхотний полк стрільців кресових)
    - 1-й артилерійський полк
- 2-й корпус — включав серед іншого польські військові підрозділи, сформовані у Росії:
  - 4-та дивізія польських стрільців генерала Луціана Желіговського (пізніше 10-та піхотна дивізія)
    - 13-й полк стрільців польських (пізніше 28-й полк стрільців канівських)
    - 14-й полк стрільців польських (пізніше 29-й полк стрільців канівських)
    - 15-й полк стрільців польських (пізніше 31-й полк стрільців канівських та 49-й гуцульський стрілецький полк)
    - 1-й уланський полк
    - 6-й уланський полк

  - 5-та дивізія польських стрільців (так звана «Сибірська дивізія») полковника Валеріана Чуми (пізніше 30-та поліська піхотна дивізія)
    - 16-й полк стрільців польських — сформований у липні 1918 року у Сибіру як 1-й полк польських стрільців імені Тадеуша Косцюшка (пізніше 82-й сибірський піхотний полк)
    - 17-й полк стрільців польських (пізніше 83-й полк поліських стрільців)
    - 18-й полк стрільців польських (пізніше 84-й полк поліських стрільців)
- 3-й корпус (сформований на базі французького 38-го корпусу) — включав:
  - 3-тя дивізія польських стрільців (сформована на базі 71-ї французької дивізії)
    - 7-й полк польських стрільців (до травня 1920 року — 49-й полк стрільців кресових, пізніше об'єднаний з 65-им старогардським піхотним полком)
    - 8-й полк польських стрільців — пізніше 50-й піхотний полк стрільців кресових
    - 9-й полк польських стрільців — пізніше 51-й піхотний полк стрільців кресових

  - 6-та дивізія польських стрільців (сформована на базі 74-ї французької дивізії) — пізніше 12-та піхотна дивізія
    - 10-й полк польських стрільців — пізніше 52-й піхотний полк стрільців кресових
    - 11-й полк польських стрільців — пізніше 53-й піхотний полк стрільців кресових
    - 12-й полк польських стрільців — пізніше 54-й піхотний полк стрільців кресових
    - 3-й артилерійський полк

- Окремі відділи
  - 7-ма дивізія стрільців польських — сформована на базі 154-ї французької дивізії
    - 19-й полк стрільців польських
    - 20-й полк стрільців польських
    - 21-й полк стрільців польських

  - Вишкільна дивізія
    - 1-й полк

Кавалерійські підрозділи Армії Галлера включали 3 кінні полки та 1 вишкільний ескадрон. Кожен полк мав у своєму складі 2-а дивізіони, які складалися з 2-ох ескадронів та 1-го взводу, озброєного карабінами.
- 1-й кінний полк
- 3-й кінний полк
- 4-й кінний полк
- Вишкільний ескадрон

У липні 1919 року 4-й кінний полк був реорганізований у 1-й дивізіон 1-го драгунського кресового полку, а 1-й та 3-й кінні полки були об'єднані у 4-й драгунський кресовий полк.
Авіаційні підрозділи Армії Галлера:
- 39-та ескадра
- 59-та ескадра
- 66-та ескадра
- 162-га парашутна ескадра
- 580-та ескадра
- 581-ша ескадра
- 582-га ескадра
- 1-й літунський парк
- Французька літунська школа.

## Визначні командири
Першим командиром Польської армії у Франції у 1917-1918 роках був французький генерал Луї Аршинар. Офіцерські посади також обіймали французи.
Після того, як у 1918 році політичний контроль над армією перебрав Польський національний комітет на чолі з Романом Дмовським, Аршинара було усунуто з посади, а його місце посів польський генерал Юзеф Галлер.

## Оцінка сучасниками
На думку Шарля де Голля,
«Реальність є такою, що Польща, і до деякої міри її уряд, задоволені з прибуття дивізій Галлера, добре вкомплектованих французькими офіцерами, добре забезпечених французькими технікою та матеріалами, і які є на сьогодні єдиною організованою силою в країні».

## Вшанування пам'яті
У 1938 році на Личаківському цвинтарі у Львові на честь французьких офіцерів з Армії Галлера, які загинули у боях проти армії ЗУНР у Львові та на території Галичини, було споруджено пам'ятник.
До 1939 року у Польщі існувало товариство ветеранів колишньої Польської армії у Франції.

## У масовій культурі
Історії вояків Армії Галлера присвячено документальний фільм «Блакитна армія 1917—1919» польського режисера Лешека Вишневського, який вийшов у 2017 році.

## Походження назви
Офіційною назвою формування була «Польська армія у Франції». Разом із тим, у документах та спогадах це військове формування значно частіше називали «Армією Галлера» за прізвищем її другого командувача Юзефа Галлера. Ще одна поширена назва формування — «Блакитна армія» пов'язана із блакитним кольором французьких одностроїв, які отримали вояки Армії Галлера.